# Finále Davis Cupu 1980
Finále Davis Cupu 1980 představovalo vyvrcholení  79. ročníku největší mužské týmové soutěže v tenisu. Ve finále interzonální části se střetly Československo a poražený finalista předchozího ročníku Itálie.
Finále se konalo ve dnech 5. až 7. prosince 1980 ve Sportovní hale v Praze-Holešovicích (dnešní Tipsport arena).
Vítězem finále se stalo Československo, když porazilo Itálii 4:1 na zápasy. Pro Československo to byl historicky první triumf v této prestižní soutěži. Předtím hráli Čechoslováci finále pouze jednou, v roce 1975 podlehli ve Stockholmu Švédsku vedenému fenomenálním Björnem Borgem 2:3 na zápasy.

## Pozadí
Týmy bojující o Davisův pohár byly rozděleny do čtyř kontinentálních zón - americké, evropské A, evropské B a východní. Vítězové jednotlivých zón se pak mezi sebou utkali v play-off o cennou trofej. Vítězem americké zóny se stala Argentina, evropskou zónu A vyhrála Itálie, evropskou zónu B Československo a východní zónu Austrálie. V semifinále pak Československo porazilo v Buenos Aires Argentinu 3:2 na zápasy a Itálie v domácím prostředí v Římě zdolala Austrálii rovněž 3:2 na zápasy.

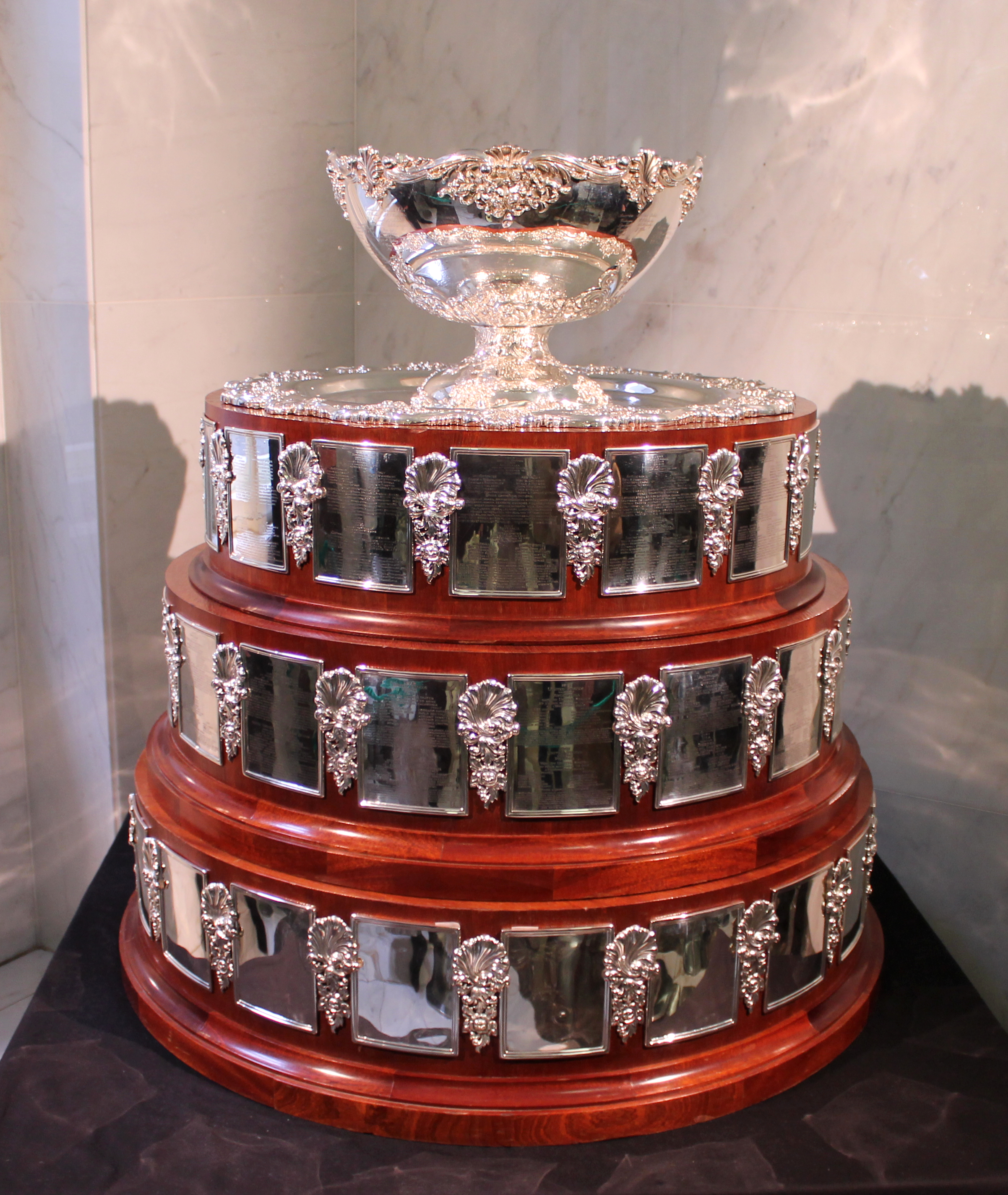
Davisův pohár

Obhájcem titulu z předchozího ročníku byly Spojené státy americké, které tehdy ve finále v domácím prostředí v San Franciscu porazily Itálii hladce 5:0 na zápasy. Američané však ve finále americké zóny podlehli na antuce v Buenos Aires domácí Argentině 1:4 na zápasy.
Itálie byla zkušenějším týmem, finále hrála již pošesté. V roce 1976 Italové dokonce slavili celkový triumf, když ve finále v Santiago de Chile porazili domácí reprezentaci 4:1 na zápasy. K tomu si Italové mohli připočítat finálové účasti z let 1960, 1961, 1977 a 1979.
Československo bylo ve finále teprve podruhé. Poprvé Čechoslováci o "salátovou mísu" bojovali v roce 1975 ve Stockholmu s domácími Švédy. Československý tým v sestavě Jan Kodeš, Jiří Hřebec, Vladimír Zedník a František Pála tehdy podlehl 2:3 na zápasy. Švédy dovedl k triumfu vynikající Björn Borg, který vyhrál obě své dvouhry a navíc pomohl získat třetí bod ve čtyřhře.

### Utkání československého a italského týmu
Československý tým se před finále roku 1980 utkal v Davisově poháru s Itálií celkem osmkrát, s velmi aktivní bilancí 6 výher, 2 prohry. Nicméně poslední vzájemné utkání vyhrála Itálie, která v předchozím ročníku (1979) porazila Československo v interzonálním semifinále 4:1 na zápasy.
Itálie – Československo 3:2
- 13. – 15. července 1928, finále Evropské zóny, antuka, Milán, Itálie[7]

1:0, Umberto de Morpurgo vs. Pavel Macenauer, 6–3, 6–3, 6–4
1:1, Placido Gaslini vs. Jan Koželuh, 1–6, 7–9, 6–3, 4–6
1:2, Umberto de Morpurgo / Placido Gaslini vs. Pavel Macenauer / Jan Koželuh, 6–8, 6–4, 4–6, 4–6
2:2, Umberto de Morpurgo vs. Jan Koželuh, 6–1, 6–2, 6–0
3:2, Placodo Gaslini vs. Pavel Macenauer, 0–6, 6–4, 6–4, 6–3
Československo – Itálie 3:0
- 4. – 6. června 1931, čtvrtfinále Evropské zóny, povrch neznámý, Praha, Československo[8]

1:0, Ladislav Hecht vs. Giorgio de Stefani, 6–4, 7–5, 3–6, 8–6
2:0, Roderich Menzel vs. Umberto de Morpurgo, 6–3, 6–3, 4–6, 6–2
3:0, Ferenc Maršálek / Roderich Menzel vs. Umberto de Morpurgo / Alberto del Bono, 6–3, 6–4, 6–1
zbylé dvouhry se nehrály
Itálie – Československo 2:3
- 15. – 17. června 1934, semifinále Evropské zóny, antuka, Milán, Itálie[9]

1:0, Giorgio de Stefani vs. Ladislav Hecht, 6–3, 7–5, 1–6, 6–2
1:1, Augusto Rado vs. Roderich Menzel, 1–6, 2–6, 8–10
1:2, Ferruccio Quintavalle / Augusto Rado vs. Ferenc Maršálek / Roderich Menzel, 8–6, 3–6, 0–6, 4–6
2:2, Giorgio de Stefani vs. Roderich Menzel, 0–6, 7–5, 6–2, 5–7, 6–3
2:3, Augusto Rado vs. Ladislav Hecht, 2–6, 6–8, 2–6
Itálie – Československo 2:3
- 9. – 11. července 1948, semifinále Evropské zóny, antuka, Milán, Itálie[10]

0:1, Giovanni Cucelli vs. Jaroslav Drobný, 3–6, 6–3, 2–6, 3–6
0:2, Marcello del Bello vs. Vladimír Černík, 2–6, 4–6, 9–7, 3–6
1:2, Giovanni Cucelli / Marcello del Bello vs. Jaroslav Drobný / Vladimír Černík, 6–1, 8–6, 6–2
1:3, Marcello del Bello vs. Jaroslav Drobný , 9–11, 3–6, 2–6
2:3, Giovanni Cucelli vs. Vladimír Černík, 6–2, 2–6, 6–3, 6–3
Československo – Itálie 3:2
- 11. – 13. června 1965, čtvrtfinále Evropské zóny , antuka, Praha, Československo[11]

1:0, Milan Holeček vs. Giuseppe Merlo, 6–4, 5–7, 8–6, 6–1
1:1, Jiří Javorský vs. Nicola Pietrangeli, 3–6, 4–6, 6–2, 4–6
2:1, Milan Holeček / Jiří Javorský vs. Sergio Tacchini / Nicola Pietrangeli, 2–6, 6–4, 7–5, 6–4
3:1, Jiří Javorský vs. Giuseppe Merlo, 1–6, 6–4, 8–6, 6–3
3:2, Milan Holeček vs. Nicola Pietrangeli, 2–6, 2–6, 2–6
Itálie – Československo 2:3
- 7. – 11. května 1970, 1. kolo Evropské zóny B, antuka, Turín, Itálie[12]

0:1, Massimo di Domenico vs. Jan Kodeš, 3–6, 6–1, 6–3, 4–6, 4–6
1:1, Adriano Panatta vs. Jan Kukal, 8–6, 6–3, 6–3
2:1, Massimo di Domenico / Adriano Panatta vs. Jan Kodeš / Jan Kukal, 6–4, 2–6, 6–2, 3–6, 6–3
2:2, Massimo di Domenico vs. Jan Kukal, 9–7, 4–6, 5–7, 7–9
2:3, Adriano Panatta vs. Jan Kodeš, 3–6, 2–6, 2–6
Československo – Itálie 4:1
- 3. – 5. srpna 1973, finále Evropské zóny B, antuka, Praha, Československo[13]

0:1, Jan Kodeš vs. Corrado Barazzutti, 5–7, 6–3, 4–6, 6–2, 1–6
1:1, Jiří Hřebec vs. Antonio Zugarelli, 12–10, 6–1, 6–1
2:1, Jan Kodeš / František Pála vs. Giordano Majoli / Pietro Marzano, 6–2, 8–6, 6–4
3:1, Jiří Hřebec vs. Corrado Barazzutti, 9–7, 6–1, 6–4
4:1, Jan Kodeš vs. Antonio Zugarelli, 6–1, 6–3, 0–6, 6–2
Itálie – Československo 4:1
- 5. – 7. října 1979, interzonální semifinále, antuka, Řím, Itálie[14]

0:1, Corrado Barazzutti vs. Tomáš Šmíd, 1–6, 6–3, 1–6, 6–3, 5–7
1:1, Adriano Panatta vs. Ivan Lendl, 6–4, 1–6, 6–0, 6–0
2:1, Paolo Bertolucci / Adriano Panatta vs. Jan Kodeš / Tomáš Šmíd, 6–8, 6–2, 6–1, 6–2
3:1, Corrado Barazzutti vs. Ivan Lendl, 4–6, 6–1, 6–2, 3–6, 7–5
4:1, Adriano Panatta vs. Tomáš Šmíd, 6–3, 6–2

## Finalisté

### Československo
Daviscupový tým Československa hrál ve finále teprve podruhé, poprvé pak v domácím prostředí. Předtím Čechoslováci hráli finále v roce 1975, kdy podlehli ve Stockholmu domácím Švédům v čele s Borgem 2:3 na zápasy.
Ve finále evropské zóny B porazili Čechoslováci v Bukurešti Rumuny 4:1 na zápasy. Interzonální semifinále se pak konalo v Buenos Aires, kde náš tým očekávali Argentinci vedení Guillermo Vilasem. V prvním zápase José Luis Clerc porazil Složila 3:2 na sety. Vzápětí však Vilas prohrál hladce ve třech setech s Lendlem. Druhý den Lendl se Šmídem vyhráli čtyřhru a třetí bod přidal opět Lendl v zápase proti Clercovi. Vilas sice poté porazil Složila, ale už jen snížil stav utkání na konečných 2:3 na zápasy. Čechoslováci tedy po pěti letech opět postoupili do finále.
- Ivan Lendl - 20 let, na začátku kariéry. Grandslamové úspěchy měl teprve před sebou, jeho nejlepším výsledkem bylo zatím čtvrtfinále z US Open 1980. Během roku 1980 však vyhrál celkem sedm turnajů série ATP, což jej posunulo na šesté místo světového žebříčku. První utkání v Davis Cupu absolvoval v roce 1978 proti Velké Británii. Bilance před finále 10–5 (dvouhra 8-5, čtyřhra 2-0). Zazářil v semifinále proti Argentině, kdy se zasloužil o všechny tři body československého týmu.[15]
- Tomáš Šmíd - 24 let. První utkání v Davis Cupu absolvoval v roce 1977 proti Irsku. Bilance před finále 16-5 / 1 utkání nedohráno (dvouhra 8-3 / 1, čtyřhra 8-2). V roce 1980 vyhrál 2 turnaje ve dvouhře a jeden ve čtyřhře.[16]
- Pavel Složil - 24 let. První utkání v Davis Cupu absolvoval v roce 1978 proti Rumunsku. Bilance před finále 6-2 (dvouhra 4-2, čtyřhra 2-0). V týmu plnil spíše úlohu náhradníka za Lendlem a Šmídem. V semifinále proti Argentině prohrál obě své dvouhry.[17]
- Jan Kodeš - 34 let. Wimbledonský vítěz z roku 1973 a dvojnásobný vítěz French Open 1970 a 1971 se loučil s kariérou. Čtyřhra proti Rumunům ve finále evropské zóny B byla jeho posledním vystoupením v Davisově poháru. Jeho bilance byla 60-34 (dvouhra 39-19, čtyřhra 21-15). Atmosféru finále Davis Cupu okusil již v roce 1975, kdy Československo ve Stockholmu podlehlo domácím Švédům 2:3 na zápasy. Ze tří zápasů, ve kterých tehdy nastoupil, získal jeden bod.[18]

Nehrajícím kapitánem byl Antonín Bolardt.

### Itálie
Daviscupový tým Itálie byl poraženým finalistou předešlého ročníku, kdy Italové prohráli v San Franciscu finále se Spojenými státy jednoznačně 0:5 na zápasy.
Italové přešli ve finále evropské zóny A přes Švédy (bez Borga) poměrem 4:1 na zápasy, v interzonálním semifinále pak v domácím prostředí v Římě porazili Austrálii 3:2 na zápasy.
Italové již jednou Davis Cup vyhráli, v roce 1976 u toho byli Panatta, Barazzutti i Bertolucci. Italové tehdy ve finále porazili Chile v Santiago de Chile 4:1 na zápasy. Navíc měli na kontě další čtyři finálové účasti z let 1960, 1961, 1977 a 1979.
- Adriano Panatta - 30 let. Zkušený matador, člen vítězného týmu z roku 1976. Finálovou atmosféru okusil i v letech 1977 a 1979, kdy však Italové na triumf nedosáhli. Vítěz French Open z roku 1976. V roce 1980 vyhrál jeden turnaj série ATP. V Davis Cupu debutoval v roce 1970 v utkání proti Československu, ze tří zápasů, do kterých tehdy nastoupil, získal dva body. Československo (za které nastoupili Jan Kodeš a Jan Kukal) však přesto vyhrálo 3:2 na zápasy. Bilance před finále 57-27 (dvouhra 34-20, čtyřhra 23-7).[19]
- Corrado Barazzutti - 27 let. Také velmi zkušený hráč, člen vítězného týmu z roku 1976 a finalista z let 1977 a 1979. Semifinalista z US Open 1977 a French Open 1978. V roce 1980 vyhrál jeden turnaj série ATP. V Davis Cupu debutoval v roce 1972 v utkání proti Rakousku. Bilance před finále 31-13 (dvouhra 29-13, čtyřhra 2-0).[20]
- Paolo Bertolucci - 29 let. I on byl členem úspěšných týmů z let 1976, 1977 a 1979. V Davis Cupu debutoval stejně jako jeho týmový kolega Barazzutti v roce 1972 v utkání proti Rakousku. Hrál především čtyřhru (s Panattou). Bilance před finále 26-7 (dvouhra 8-2, čtyřhra 18-5).[21]
- Gianni Ocleppo - 23 let, náhradník. Jeho zápas za rozhodnutého stavu proti Lendlovi byl jeho teprve druhým daviscupovým vystoupením. Debut si odbyl v roce 1980 v semifinále evropské zóny A proti Švýcarsku.[22]

Nehrajícím kapitánem byl Vittorio Crotta.

## Program
| Finále Davis Cupu 1980 |                       |                                  |                         |      |
| Zápas                  | Československo        | Itálie                           | Výsledek                | Stav |
| Pátek – 5. prosince    |                       |                                  |                         |      |
| 1. dvouhra             | Tomáš Šmíd [2]        | Adriano Panatta [1]              | 3–6, 3–6, 6–3, 6–4, 6–4 | 1:0  |
| 2. dvouhra             | Ivan Lendl [1]        | Corrado Barazzutti [2]           | 4–6, 6–1, 6–1, 6–2      | 2:0  |
| Sobota – 6. prosince   |                       |                                  |                         |      |
| 3. čtyřhra             | Ivan Lendl Tomáš Šmíd | Paolo Bertolucci Adriano Panatta | 3–6, 6–3, 3–6, 6–3, 6–4 | 3:0  |
| Neděle – 7. prosince   |                       |                                  |                         |      |
| 4. dvouhra             | Tomáš Šmíd [2]        | Corrado Barazzutti [2]           | 6–3, 3–6, 2–6           | 3:1  |
| 5. dvouhra             | Ivan Lendl [1]        | Gianni Ocleppo                   | 6–3, 6–3                | 4:1  |